# Jules Lellouche
Jules Lellouche, né le 3 mars 1903 à Monastir et décédé le 23 novembre 1963 à Paris, est un peintre tunisien.

## Biographie
Né de parents ne parlant pas le français et étrangers à la culture occidentale, il grandit dans l'animation du quartier juif de Monastir. « Comment ne pas être peintre quand on nait dans une ville pareille ? » aimait-il dire de sa ville natale.
Après des études à l'Institut supérieur des beaux-arts de Tunis, où l'attrait de la nature fait de lui un portraitiste et un paysagiste prometteur, il décroche une bourse pour un séjour à Paris, afin de compléter sa formation artistique. Il s'éprend également de Venise au point que Fernand Rouillon (de) l'appelle « Lellouche le Vénitien né à Monastir ». Pour Juliette Darle, « l'on ne saurait s'étonner que Venise l'ait retenu, ni Paris avec les quais et les ponts [...] Mais c'est la lumière de Tunis entre toutes qui aura passionné cet impressionniste moderne ».

Son âme profondément méditerranéenne confère à son œuvre vie et lumière : Pierre Boucherle dit de lui en 1944 : 
« Qu'il peigne la lumière du sud jouant sur les murs colorés des maisons mal assises ou sur les eaux du port, qu'il peigne un corps de femme dans la pénombre froide d'un atelier, des chameaux dans une ambiance rongée de soleil, qu'il peigne des prostituées écrasées par un lourd destin, la vie sur sa toile circule, tendre, ardente ou misérable, toujours anoblie par la seule magie du trait et du ton. »

Ses tableaux voyagent de salons en expositions dans les grandes villes du bassin méditerranéen. En 1948, Jean Bouret porte ce regard sur sa trajectoire : 
« Lellouche est le premier peintre de la régence dans la tradition de Marquet. Il renouvelle la gamme des couleurs brillantes qui font de Tunis un admirable port méditerranéen de la lumière. »
 Il connaît des satisfactions et des déboires durant sa vie mais laisse une œuvre poignante et très sensible. À sa mort, George Besson salue pour sa part « son beau et sensible dessin et son sens très juste et raffiné des valeurs ».
À partir de 1990, des peintures de Jules Lellouche sont régulièrement présentées par la Galerie Gérard Rambaud à Paris.

## Principales œuvres
- Jeune femme au foulard
- Port de Bizerte
- Vue de Sidi Bou Saïd
- Djerba
- Quartier juif
- Café maure à Djerba
- Forteresse et village
- La Ghriba de Djerba